# Sergio Cacho Reigadas
Sergio Cacho Reigadas (Santander, 19 de abril de 1974) es un Maestro Internacional de ajedrez español.

## Resultados destacados en competición
Fue campeón de España en el año 1994 superando al jugador Rafael Álvarez Ibarra y subcampeón de España juvenil en el año 1993.
Participó representando a España en las Olimpiadas de ajedrez de 1994 en Moscú.